# Ostseeland II
Die Ostseeland II war als Ostseeland die erste Staatsyacht der Deutschen Demokratischen Republik.

## Geschichte
Das Schiff wurde 1961 auf der Warnow-Werft in Warnemünde gebaut und hieß ursprünglich Ostseeland. Am 4. April 1974 wurde sie wegen eines Neubaus mit gleichem Namen (→ Ostseeland) in Ostseeland II umbenannt. 1981 wurde sie grundlegend modernisiert und erhielt u. a. eine neue Maschine. Ihr Einsatz als Staatsyacht endete erst 1990 mit der Auflösung der DDR.

## Verbleib nach der Wende in der DDR
Nach der Wende in der DDR wurde das Schiff nach Oktober 1990 kurzfristig als Charterschiff in der Weißen Flotte eingesetzt. Die Yacht wurde dann am 20. März 1991 in die Niederlande an die Firma C. und H. Heuvelmann verkauft. Später ging sie als Red Sea Magic an einen unbekannten Eigner.